# Joachim Hahn (Tiermediziner)
Joachim Hahn (* 11. Dezember 1924 im Kreis Ostprignitz (Brandenburg); † 21. August 2019 in Hannover) war ein deutscher Veterinär, Spezialist der Reproduktionsmedizin und Hochschullehrer an der Tierärztlichen Hochschule Hannover.

## Leben und Wirken
Joachim Hahn studierte an der Humboldt-Universität in Berlin Veterinärmedizin. Nach seiner Promotion zum Dr. med. vet. wechselte er an die Tierärztliche Hochschule Hannover, wo er sich 1966 habilitierte und seine Hochschultätigkeit aufnahm. Nach einem Studienaufenthalt in den USA übernahm er in Hannover die Leitung der Abteilung experimentelle Fortpflanzungsbiologie an der Klinik für Geburtshilfe und Gynäkologie des Rindes und wurde 1969 zum Professor für Geburtshilfe und Gynäkologie des Rindes ernannt.
Im Zentrum seiner wissenschaftlichen Tätigkeit standen Untersuchungen zur Entwicklung und Anwendung neuer biotechnologische Methoden der Fortpflanzungsmedizin, was zu über 200 Publikationen, 10 Buchbeiträgen und 70 zur Promotion geführten Dissertationen führte.
1992 trat Joachim Hahn in den Ruhestand, gründete jedoch zusammen mit seiner Frau Irene die Joachim und Irene Hahn Stiftung, um die wissenschaftliche Arbeit auf dem Gebiet der Reproduktionsmedizin weiterhin an der Tierhochschule Hannover zu fördern. Hahn starb 2019 in Hannover.

## Engagements
- 1974–1991 Sprecher der deutschsprachigen Arbeitsgemeinschaft Embryotransfer (AET-d)
- 1983–1987 Präsident der Deutschen Gesellschaft zum Studium der Fertilität und Sterilität
- 1988–1990 Vizepräsident der europäischen Empryotransfergesellschaft
- seit 1985 ausländisches Mitglied der russischen Landwirtschaftsakademie in Moskau[2]

## Ehrungen
- 1988 Hermann-von-Nathusius-Medaille der Deutschen Gesellschaft für Züchtungskunde[3]
- Friedrich Müssemeier-Medaille der Humboldt-Universität
- Schunk-Preis der Justus-Liebig-Universität Gießen JLU
- Ehrenmedaille der Christian-Albrechts-Universität Kiel
- Ehrenmedaille der Universität Brno (Brünn), CSR
- Richard-Götze-Medaille der Arbeitsgemeinschaft Deutscher Rinderzüchter (ADR)
- Ehrenmedaille der Rinderproduktion Niedersachsen (RPN)
- Ehrenmedaille der Association of Embryo Technology in Europe (AETE)
- Ehrenmedaille der Arbeitsgemeinschaft Embryotransfer deutschsprachiger Länder
- Dr. Dr. h. c. Karl Eibl-Medaille in Gold des Besamungsvereins Neustadt an der Aisch (BVN)
- 2005 Niedersächsisches Verdienstkreuz 1. Klasse[4]
- 2013 Pioneer Award der International Embryo Technology Society (IETS) in Champaign, Illinois, USA

## Würdigung
Hahn hat die Einführung des Embryotransfers und der assoziierten Techniken beim Rind als züchterische Maßnahmen weit über Deutschlands Grenzen beeinflusst. Dabei hat er nie versäumt, auf die Grundlagen der wirtschaftlichen, ethischen und sozialen Voraussetzungen für Embryotransfer hinzuweisen.